# Seladerma laetum
Seladerma laetum är en stekelart som beskrevs av Walker 1834. Seladerma laetum ingår i släktet Seladerma och familjen puppglanssteklar. Arten är reproducerande i Sverige. Inga underarter finns listade i Catalogue of Life.